# دينغ لون
دينغ لون هو ممثل صيني ولد في 21 أكتوبر 1992.أشتهر بدوره في مسلسل رماد الحب.

## روابط خارجية
- دينغ لون على موقع IMDb (الإنجليزية)
- دينغ لون على موقع ميوزك برينز (الإنجليزية)
- دينغ لون على موقع قاعدة بيانات الفيلم (الإنجليزية)